# Model Milne

El model de Milne segueix la descripció de la relativitat especial del diagrama espai-temps d'un univers observable que conté cons de llum passats i futurs juntament amb "un altre lloc" de l'espai-temps.

El model de Milne va ser un model cosmològic relativista especial proposat per Edward Arthur Milne el 1935. És matemàticament equivalent a un cas especial del model FLRW en el límit de la densitat d'energia zero i obeeix al principi cosmològic. El model de Milne també és similar a l'espai de Rindler, ja que tots dos són simples reparametritzacions de l'espai pla de Minkowski.
Com que presenta tant una densitat d'energia zero com una curvatura espacial màxima negativa, el model de Milne és incompatible amb les observacions cosmològiques.Els cosmòlegs observen que el paràmetre de densitat de l'univers és coherent amb la unitat i la seva curvatura és coherent amb la planitud.

## Mètrica de Milne
L'univers de Milne és un cas especial d'un model de Friedmann–Lemaître–Robertson–Walker (FLRW) més general. La solució de Milne es pot obtenir a partir del model FLRW més genèric exigint que la densitat d'energia, la pressió i la constant cosmològica siguin iguals a zero i la curvatura espacial sigui negativa. D'aquestes suposicions i de les equacions de Friedmann es desprèn que el factor d'escala ha de dependre linealment de la coordenada temporal.
Establir la curvatura espacial i la velocitat de la llum per unir la mètrica d'un univers de Milne es pot expressar amb coordenades hiperesfèriques com:
{\displaystyle ds^{2}=dt^{2}-t^{2}(d\chi ^{2}+\sinh ^{2}{\chi }d\Omega ^{2})\ }
on
{\displaystyle d\Omega ^{2}=d\theta ^{2}+\sin ^{2}\theta d\phi ^{2}\ }
és la mètrica per a una dues esferes i
{\displaystyle \chi =\sinh ^{-1}{r}}
és la component radial corregida per la curvatura per a l'espai corbat negativament que varia entre 0 i {\displaystyle +\infty }.
L'espai buit que descriu el model de Milne es pot identificar amb l'interior d'un con de llum d'un esdeveniment a l'espai de Minkowski mitjançant un canvi de coordenades.
Milne va desenvolupar aquest model independent de la relativitat general però amb consciència de la relativitat especial. Tal com el va descriure inicialment, el model no té expansió de l'espai, de manera que tot el desplaçament cap al vermell (excepte el causat per velocitats peculiars) s'explica per una velocitat de recessió associada a la hipotètica "explosió". Tanmateix, l'equivalència matemàtica de la densitat d'energia zero ({\displaystyle \rho =0}) de la mètrica FLRW al model de Milne implica que un tractament relativista general complet utilitzant les hipòtesis de Milne donaria lloc a un factor d'escala creixent linealment per sempre, ja que el paràmetre de desacceleració és únicament zero per a aquest model.

## Funció de densitat de Milne
Milne va proposar que la densitat de l'univers canvia en el temps a causa d'una explosió inicial de matèria. El model de Milne assumeix una funció de densitat no homogènia que és l'invariant de Lorentz (al voltant de l'esdeveniment t=x=y=z=0). Quan es representa gràficament, la distribució de densitat de Milne mostra un patró Lobachevskià esfèric tridimensional amb les vores exteriors que es mouen cap a fora a la velocitat de la llum. Cada cos inercial es percep com el centre de l'explosió de la matèria (vegeu univers observable), i veu l'univers local com homogeni i isotròpic en el sentit del principi cosmològic.
Per tal de ser coherent amb la relativitat general, la densitat de l'univers ha de ser insignificant en comparació amb la densitat crítica en tots els moments per als quals s'aplica el model de Milne.